# Kommern
Kommern liegt am nordwestlichen Rand der Eifel und ist ein Ortsteil der Stadt Mechernich im Kreis Euskirchen in Nordrhein-Westfalen.

## Allgemeines

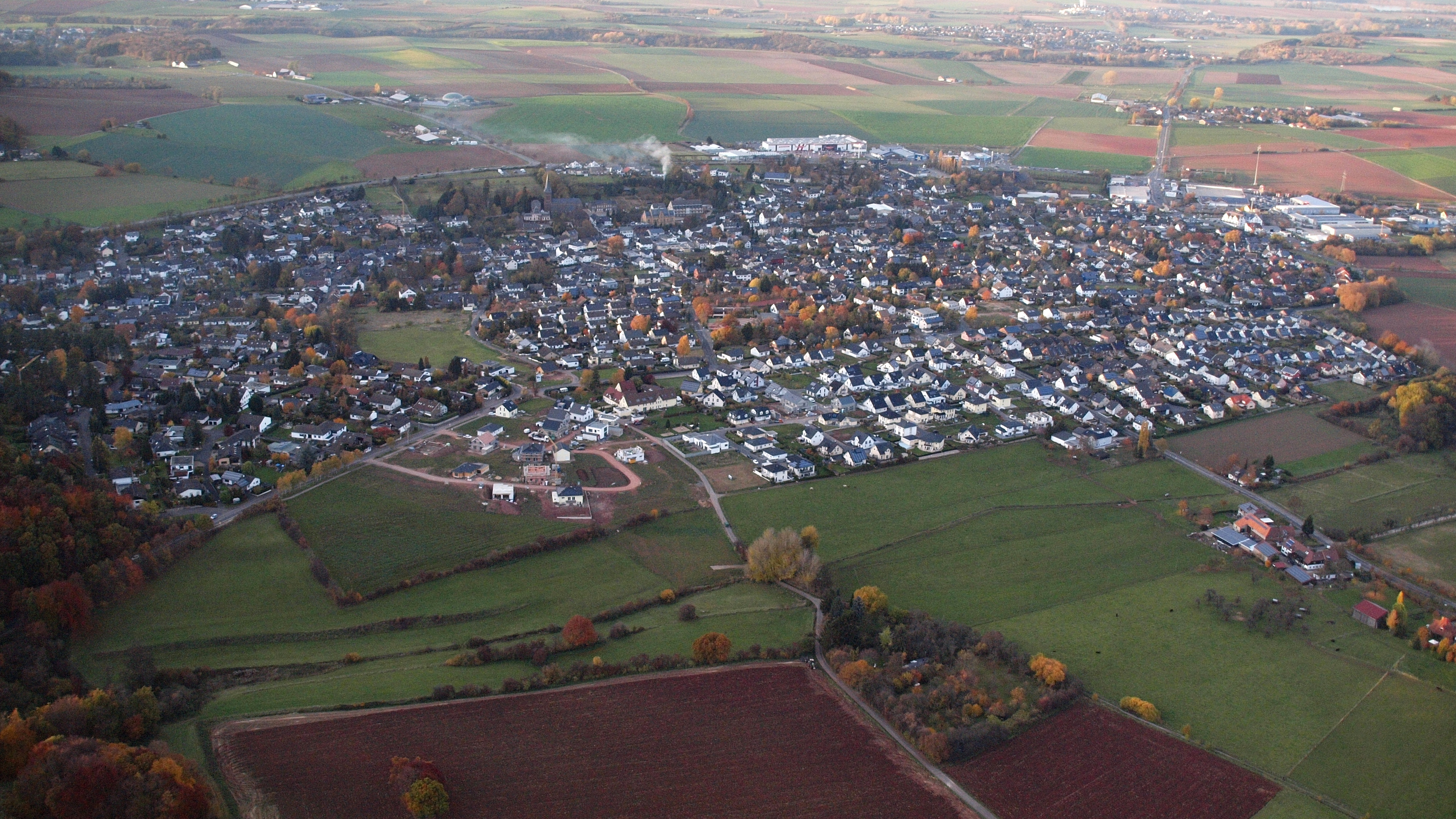
Kommern, Luftaufnahme (2015)

Der Ort ist wegen seines geschlossenen Fachwerkensembles im historischen Ortskern bekannt. Touristische Attraktionen sind auch das Rheinische Freilichtmuseum und der Hochwildpark Rheinland. Kommern war über Jahrhunderte ein bedeutendes Zentrum des Blei- und Silberbergbaus. Dieser wurde von der noch heute sehenswerten Burg Kommern, einem Sitz der Herzöge von Arenberg, verwaltet. Von Anfang der 1950er bis Mitte der 1970er Jahre beherbergte sie ein Wohninternat für Mädchen.

## Geschichte

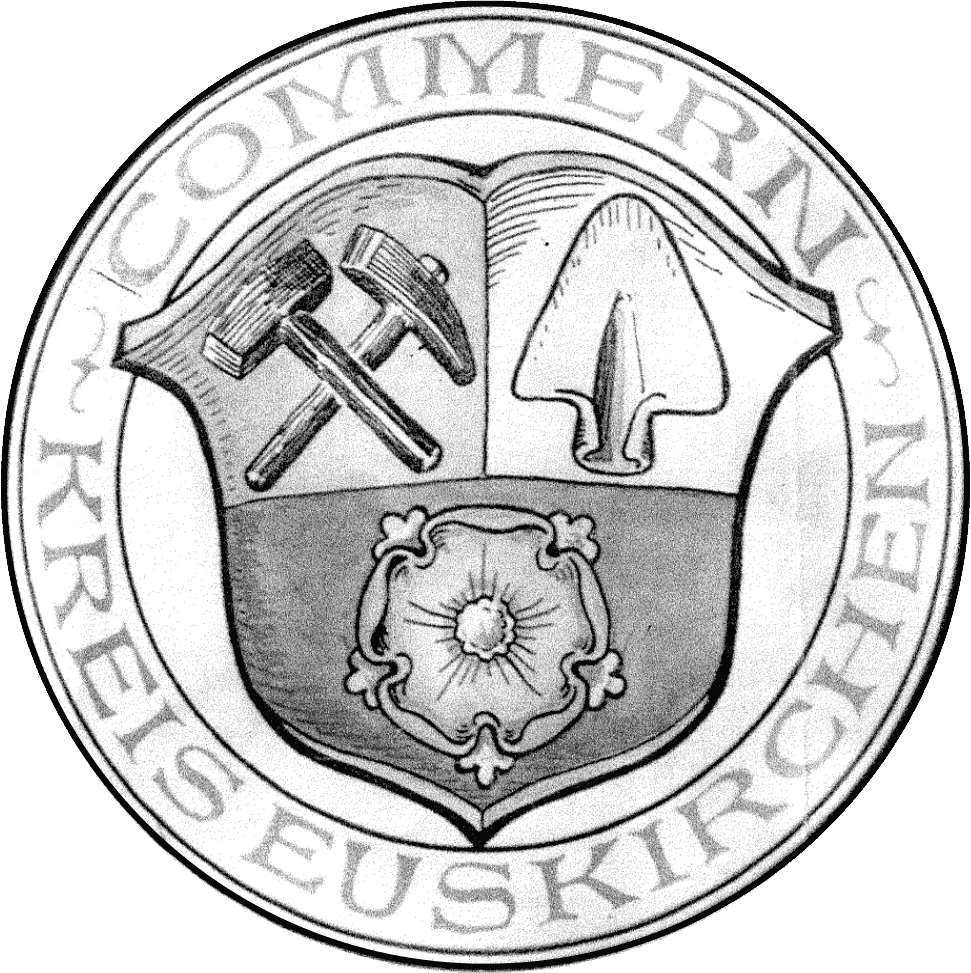
Ehem. Gemeindesiegel

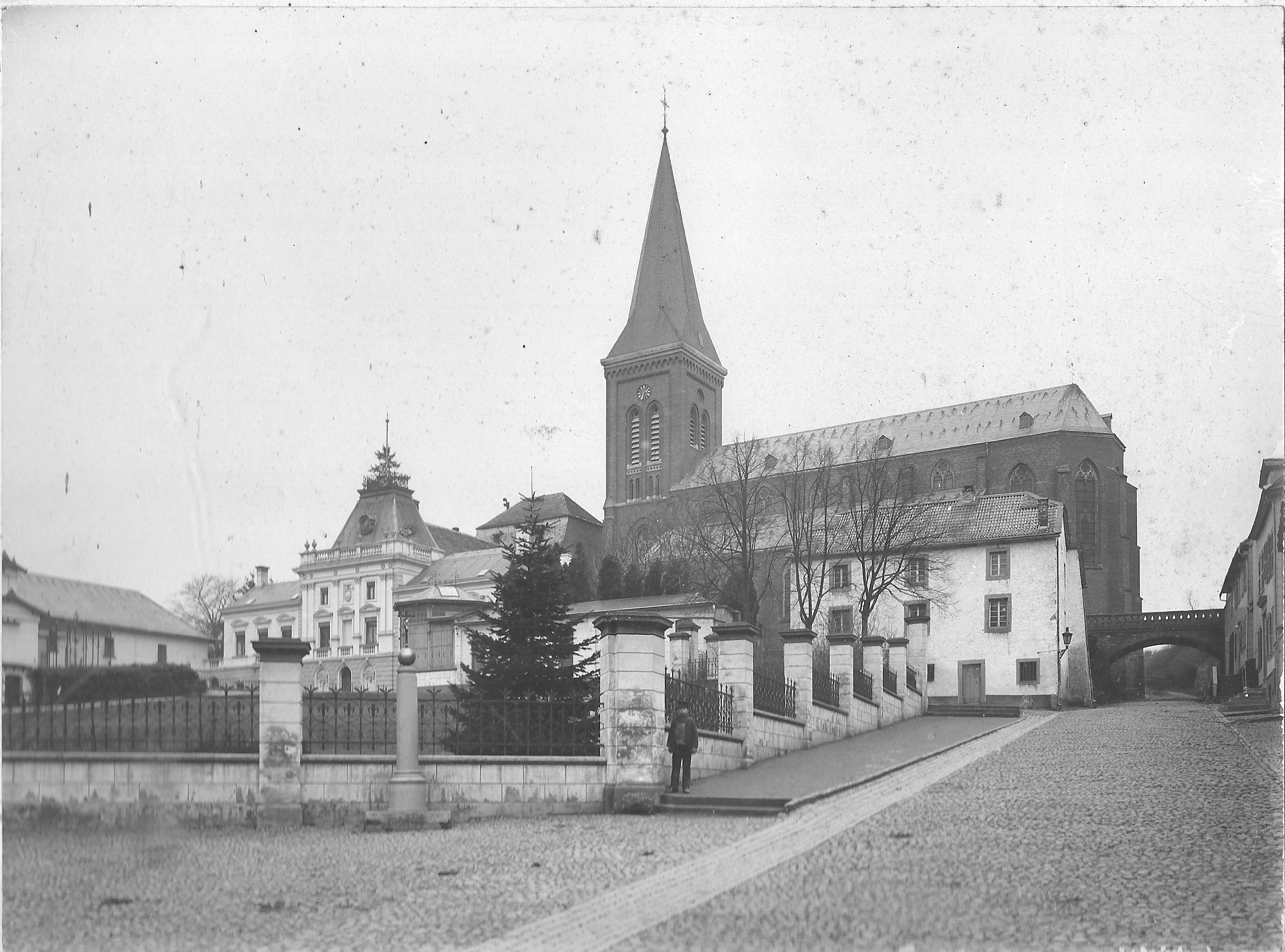
Kirche, Kirchberg, und Burg um 1900

Von 1798 bis 1814 stand Kommern so wie das gesamte linksrheinische Gebiet unter französischer Herrschaft. Während dieser Zeit wurde nach französischem Vorbild die Mairie Kommern eingerichtet, die zum Kanton Zülpich im Arrondissement Köln des Rur-Departements gehörte. Nachdem das Rheinland 1814 an Preußen gefallen war, wurde aus der Mairie die preußische Bürgermeisterei Kommern, die 1816 zum neuen Kreis Euskirchen kam.
Unter dem langjährigen Gemeindedirektor Norbert Leduc (im Amt von 1953 bis 1969) nahm Kommern seine heutige Gestalt an: 1958 wurde Kommern zum Standort des Rheinischen Freilichtmuseums gewählt. Seit den 1960er-Jahren ist Kommern Luftkurort. Ebenfalls aus dieser Zeit stammt der Mühlensee. Er staut den Bleibach in Form einer kleinen Talsperre auf. Der Bleischlamm, den der Bach aus dem Bleibergwerk mitbringt, in dem er entspringt, kann sich auf diese Weise unschädlich absetzen. Vorher überschwemmte der Bach im Frühjahr die Wiesen an seinen Ufern, weshalb regelmäßig Vieh am Bleigehalt des Grases erkrankte.
Am 1. Juli 1969 wurde Kommern durch das Gesetz zur Neugliederung des Landkreises Euskirchen nach Veytal eingemeindet. Die Gemeinde Veytal wiederum wurde am 1. Januar 1972 mit Ausnahme des Ortsteils Schwerfen, der zur Stadt Zülpich kam, durch das Aachen-Gesetz in die Gemeinde (heute Stadt) Mechernich eingegliedert.
1972 fand in Kommern die Landesgartenschau Nordrhein-Westfalen statt. Das Mühlental und der Mühlensee wurden integriert.

### Wappen
| Wappen der früheren Gemeinde Kommern | Blasonierung: „Geteilt und oben gespalten; oben vorn in Gold (Gelb) gekreuzte schwarze Hammer und Schlägel, hinten in Silber (Weiß) ein aufrechter blauer Spaten, unten in Rot eine goldene (gelbe) heraldische Rose mit silbernen (weißen) Butzen und Kelchblättern.“                                                                    |
| Wappen der früheren Gemeinde Kommern | Wappenbegründung: Das Wappen wurde am 25. Oktober 1951 vom Kommerner Gemeindedirektor durch eine Verfügung festgelegt. Oben weisen Hammer und Schlägel auf den Bergbau in der Region hin; der Spaten symbolisiert den landwirtschaftlichen Charakter des Ortes. Die Rose weist auf die früheren Landesherren, dem Herzogtum Arenberg hin. |

## Kultur- und Sehenswürdigkeiten

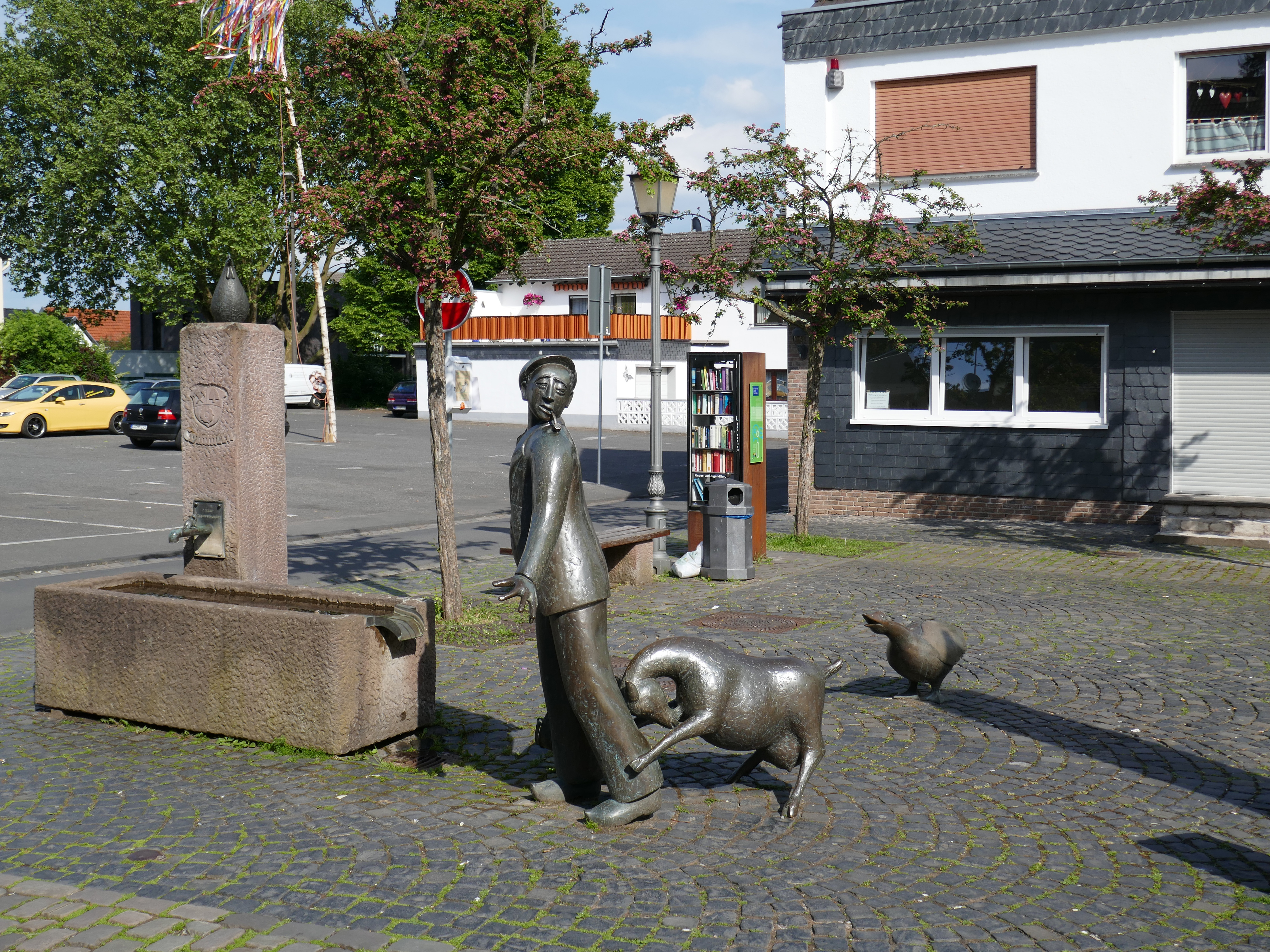
Ziegenbrunnen, Kölner Straße Ecke Ackergasse

### Museen
- LVR-Freilichtmuseum Kommern

### Bauwerke
- Historischer Ortskern
- Jüdischer Friedhof (Kommern)
- Burg Kommern
- Kirche St. Severinus
- St. Josefs-Haus (ehemaliges Kloster und Hospiz)

### Grünflächen und Naherholung
- Hochwildpark Rheinland
- Mühlenpark und Mühlensee
- Sommerrodelbahn

### Regelmäßige Veranstaltungen
- Handwerkermarkt und Kirmes im Ortskern

## Verkehr
Die VRS-Buslinie 808 der RVK verbindet den Ort mit Mechernich und Euskirchen. Die Linien 809, 811 und 888, die als TaxiBusPlus nach Bedarf verkehren, stellen darüber hinaus den Personennahverkehr mit den angrenzenden Orten und der Stadt Mechernich sicher. Zusätzlich verkehren einzelne Fahrten der auf die Schülerbeförderung ausgerichteten Linien 868 und 893.
| Linie | Betreiber | Verlauf |
| ----- | --------- | --- |
| 808   | RVK       | Euskirchen Bf – Euenheim – Wißkirchen – Obergartzem – Firmenich – Schaven – Kommern – (Kommern-Süd –) Mechernich Stiftsweg – Mechernich Bf (– Roggendorf – Denrath – Kalenberg – Wallenthal – Wallenthalerhöhe – Kall Bf) |
| 809   | RVK       | MiKE (außer im Schülerverkehr): (Euskirchen – Billig – Kreuzweingarten) Antweiler – Wachendorf – Lessenich – Rißdorf – Lessenich – Satzvey Bf – Katzvey – (Kommern-Süd – Kommern –) Mechernich Stiftsweg – Mechernich Bf  |
| 811   | RVK       | MiKE: Mechernich Bf – Mechernich Stiftsweg – Kommern – Gehn – (Virnich –) Schwerfen – Bürvenich – Eppenich – Langendorf – Juntersdorf – Zülpich Frankengraben – Zülpich Bf                                                |
| 868   | Schäfer   | Satzvey – Obergartzem – Firmenich – (Kommern – Katzvey) / (Schaven – Gehn) – Mechernich Bf → Mechernich Feytal |
| 888   | RVK       | MiKE: Mechernich Stiftsweg – Mechernich Bf – Roggendorf – Hostel – Glehn – Eicks – Floisdorf – Berg – Floisdorf – Eicks – Kommern                                                                                         |
| 893   | Schäfer   | Kommern – Kommern-Süd – Katzvey – (Burgfey –) Mechernich Stiftsweg → Mechernich Bf (→ Roggendorf → Denrath → Strempt → Mechernich Bf)                                                                                     |

## Öffentliche Einrichtungen und Vereine
Neben der Freiwilligen Feuerwehr gibt es in Kommern etwa 20 Vereine im kulturellen und sportlichen Bereich wie zum Beispiel den TC Blau Gold Kommern. Die Tennisplätze liegen mitten im Wald in Kommern-Süd.
- VfL Kommern 1960 e. V. (Fußball, Volleyball, Badminton, Tischtennis, Gymnastik)[3]
- TC Blau Gold Kommern e.V (Tennis)

## Persönlichkeiten
- Thomas Braun (1814–1906), deutsch-belgischer Pädagoge
- Bernhard Clemens August Eick (1814–1868), Bergbeamter, Altphilologe, Altertumsforscher
- Friedrich Wilhelm Feldmann (1846–1911), Bautechniker, Bürgermeister von Wilhelmshaven (1881–1883), Oberbürgermeister (1884–1907) und Ehrenbürger von Saarbrücken
- Toni Steingass (1921–1987), Komponist und Texter im Kölner Karneval
- Adelhart Zippelius (1916–2014), 1958 bis 1981 Direktor des Rheinischen Freilichtmuseums
- Hanna-Maria Zippelius (1922–1994), Ethologin